# Chiesa di San Giuseppe (Lipari)
La chiesa di San Giuseppe è un edificio di culto ubicato al termine della salita omonima, ubicata nella zona portuale di Marina Corta in Lipari. Come si può facilmente intuire dal nome, tale chiesa è dedicata al culto di San Giuseppe.

## Storia

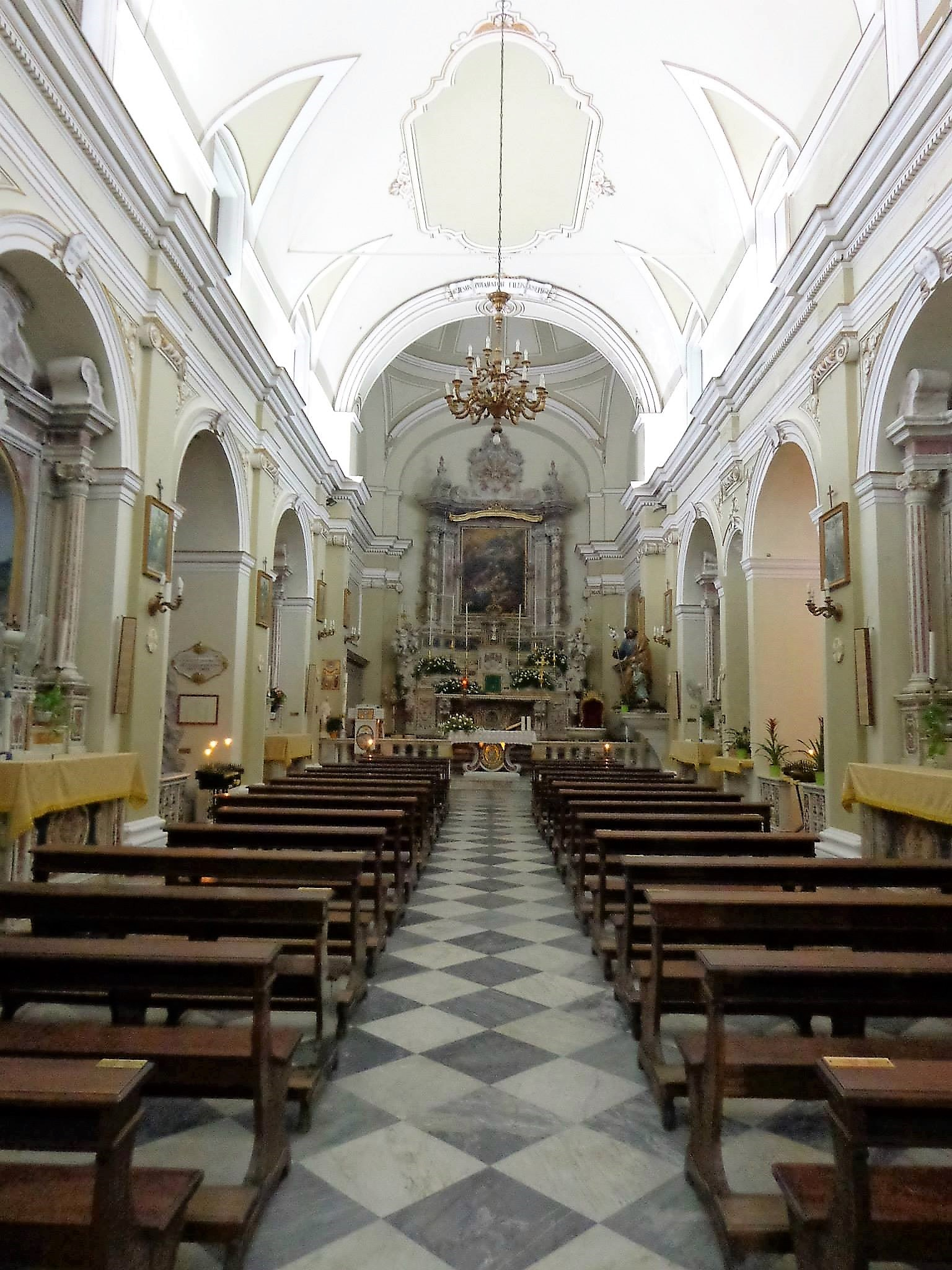
Presbiterio.

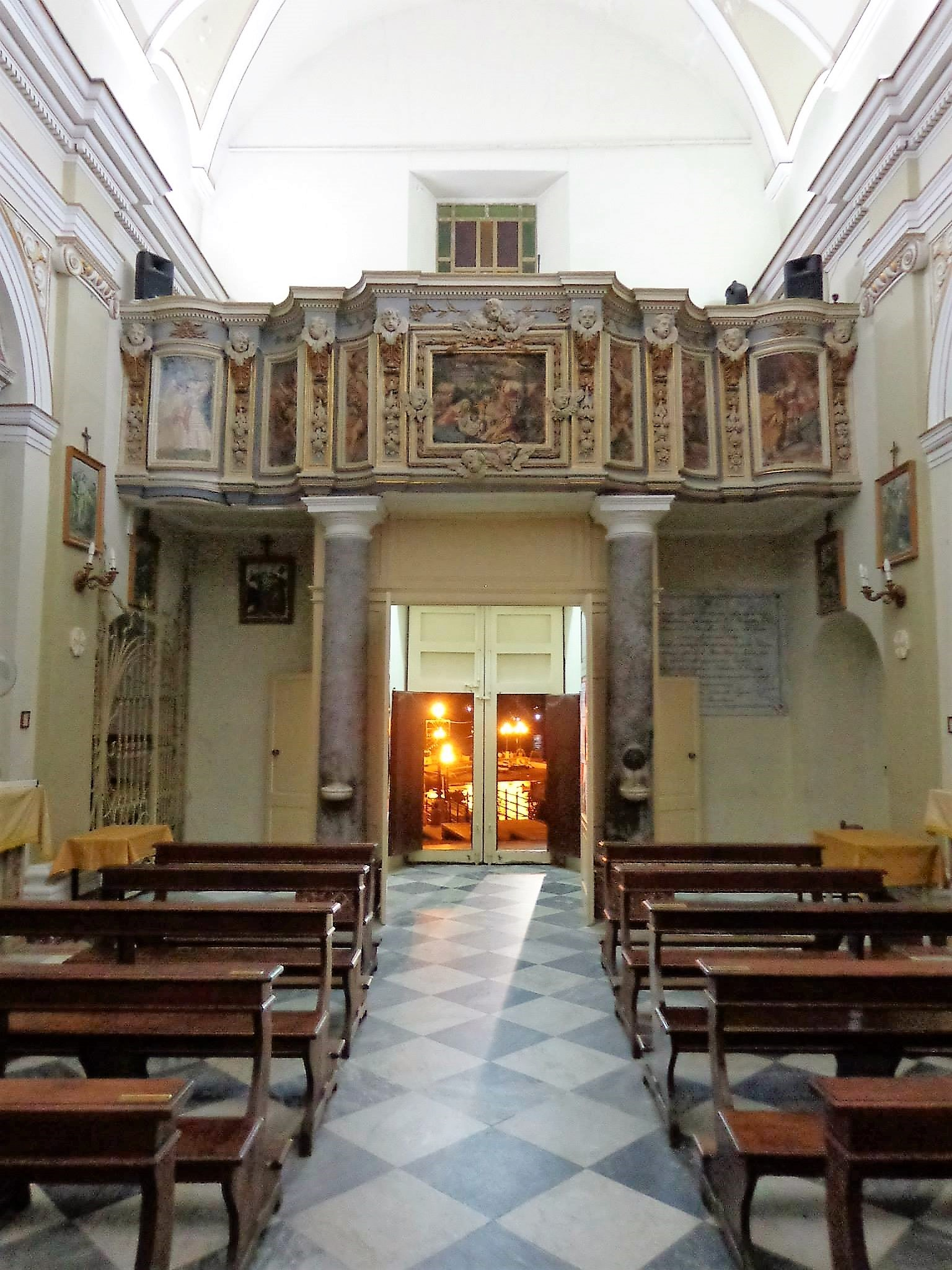
Controfacciata, cantoria.

### Epoca aragonese
Nell'area è documentato il templum magnum o primitiva chiesa di San Bartolomeo alla marina, luogo dove erano state custodite le spoglie di San Bartolomeo e che il Barbarossa aveva fatto radere al suolo per collocarvi i cannoni per sparare sul Castello.

### Epoca spagnola
Nel luglio 1544, l'isola fu assaltata, assediata, invasa e devastata da Khayr al-Din Barbarossa: tali saccheggi e distruzioni sono documentati come la ruina. Il corsaro ottomano si insediò nelle strutture ipogee del templum magnum con armi da fuoco pesanti, dalla postazione sferrò un pesante attacco tramite fitto bombardamento alla rocca.
I martellanti cannoneggiamenti rasero al suolo ampie zone cittadine al punto che l'imperatore Carlo V e Papa Paolo III decretarono e predisposero l'immediato ripopolamento e la conseguente ricostruzione, sebbene la città apparisse completamente disabitata. Nel 1545 furono riedificate la stessa chiesa di San Giuseppe, la chiesa di San Pietro e la chiesa delle Anime del Purgatorio.
Il corpo della chiesa secentesca si identificava nelle strutture del magazzino adiacente all'attuale chiesa, sul lato mare. In seguito il magazzino fu adibito ad antisacrestia della nuova chiesa, sede di riunione per la Confraternita di San Giuseppe.
Il 1º maggio 1626 il tempio fu eretto a filiale della cattedrale e affidata ad un cappellano per volontà del vescovo Giuseppe Candido.

### Epoca contemporanea
Il 9 settembre 2017 un fulmine provoca il crollo parziale della cuspide del campanile. Il 9 settembre 2018 il restauro viene completato e sancito da una cerimonia religiosa.

## Interno

### Navata
L'interno a navata unica, cantoria sostenuta da due pilastri nella controfacciata, altari laterali incassati nelle arcate, decori e manufatti in stile barocco, presenta una volta a botte.

#### Navata destra
- ? arcata: Altare delle Anime del Purgatorio (1789). Dipinto raffigurante le Anime del Purgatorio.
- ? arcata: Altare di Sant'Antonio (1770 mensa - 1787 sopraelevazione).
- ? arcata: Altare di San Emilio
  - Nicchia:
- ? arcata: Altare del Rosario (1788).

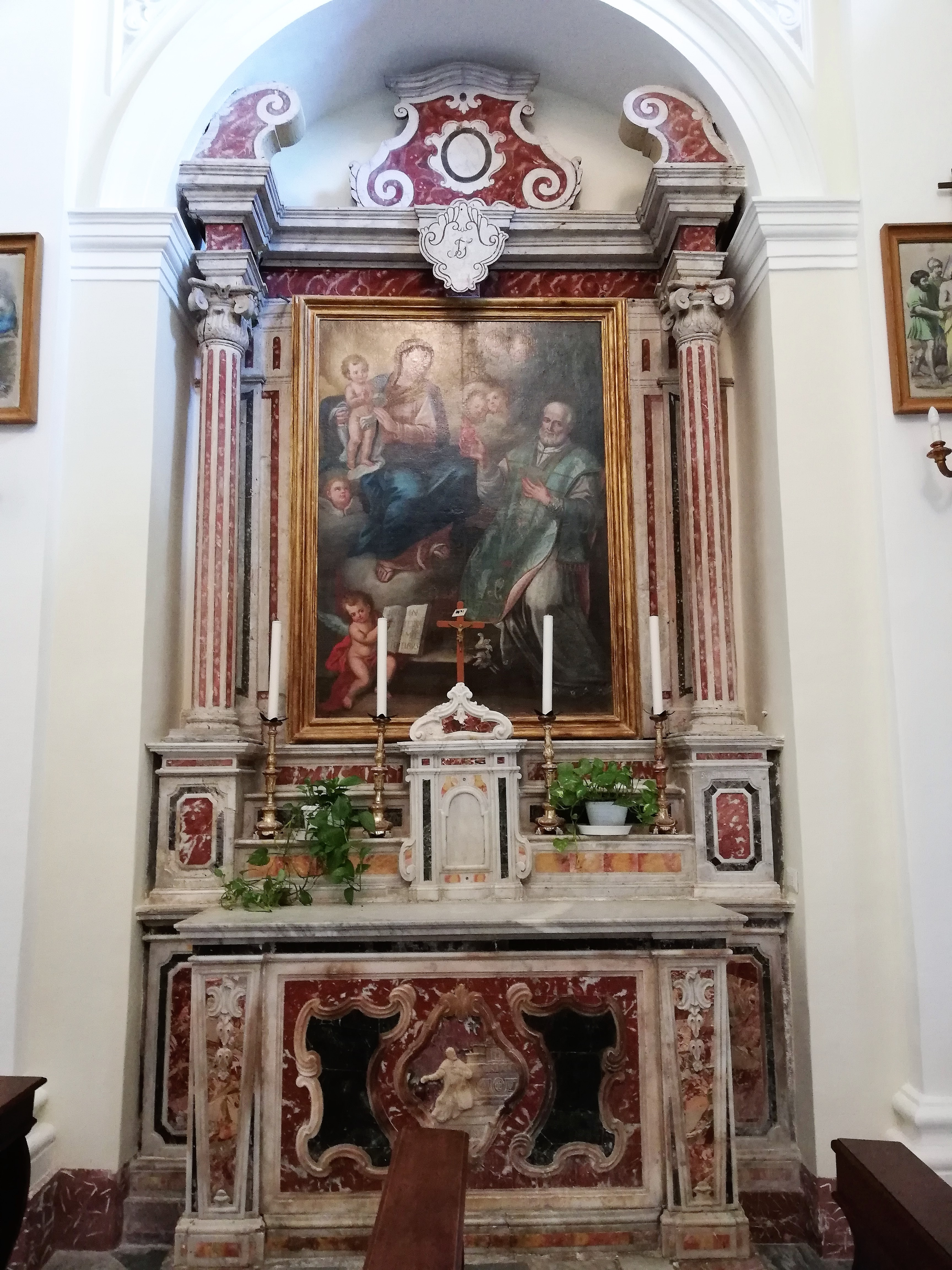
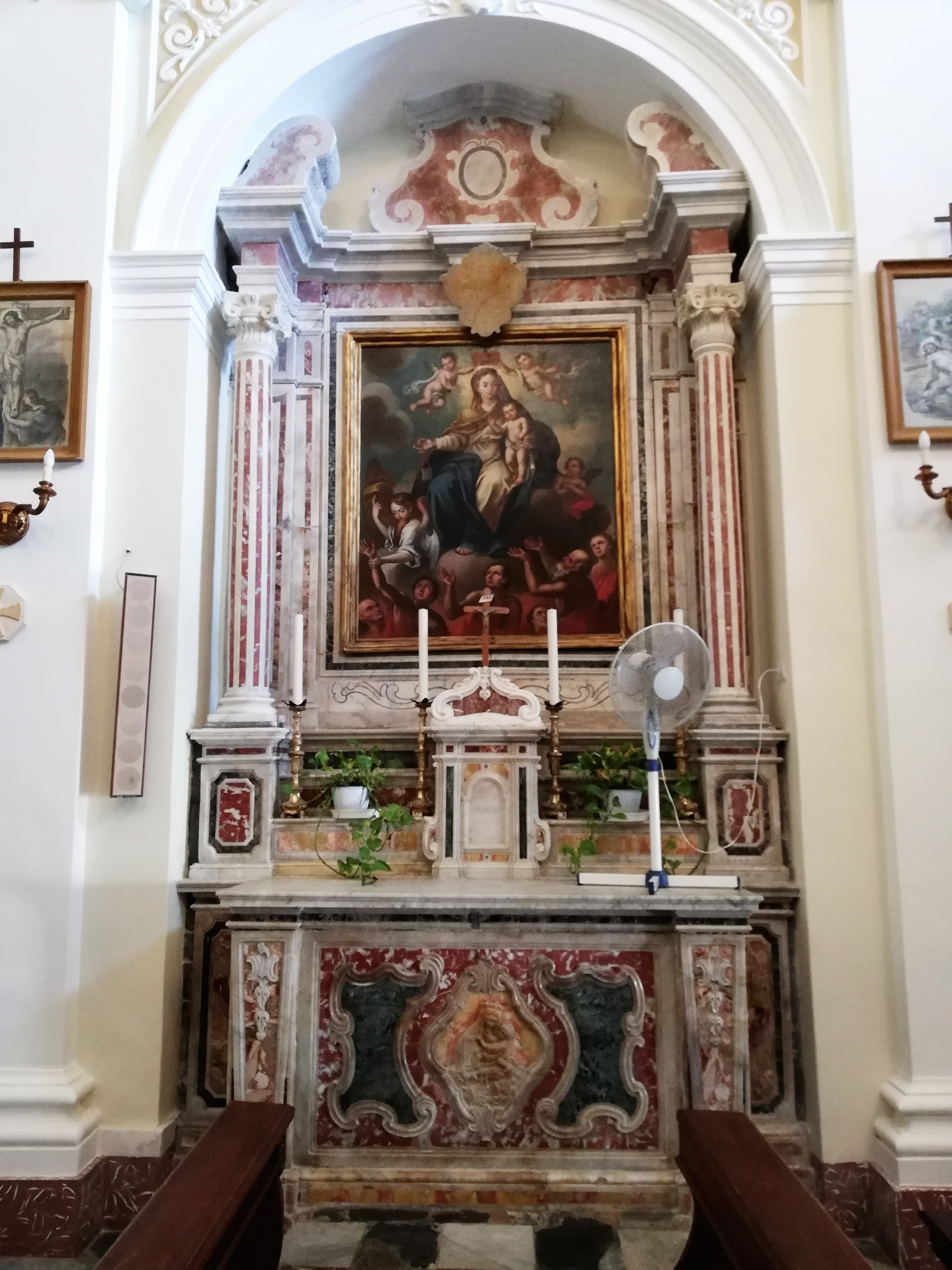
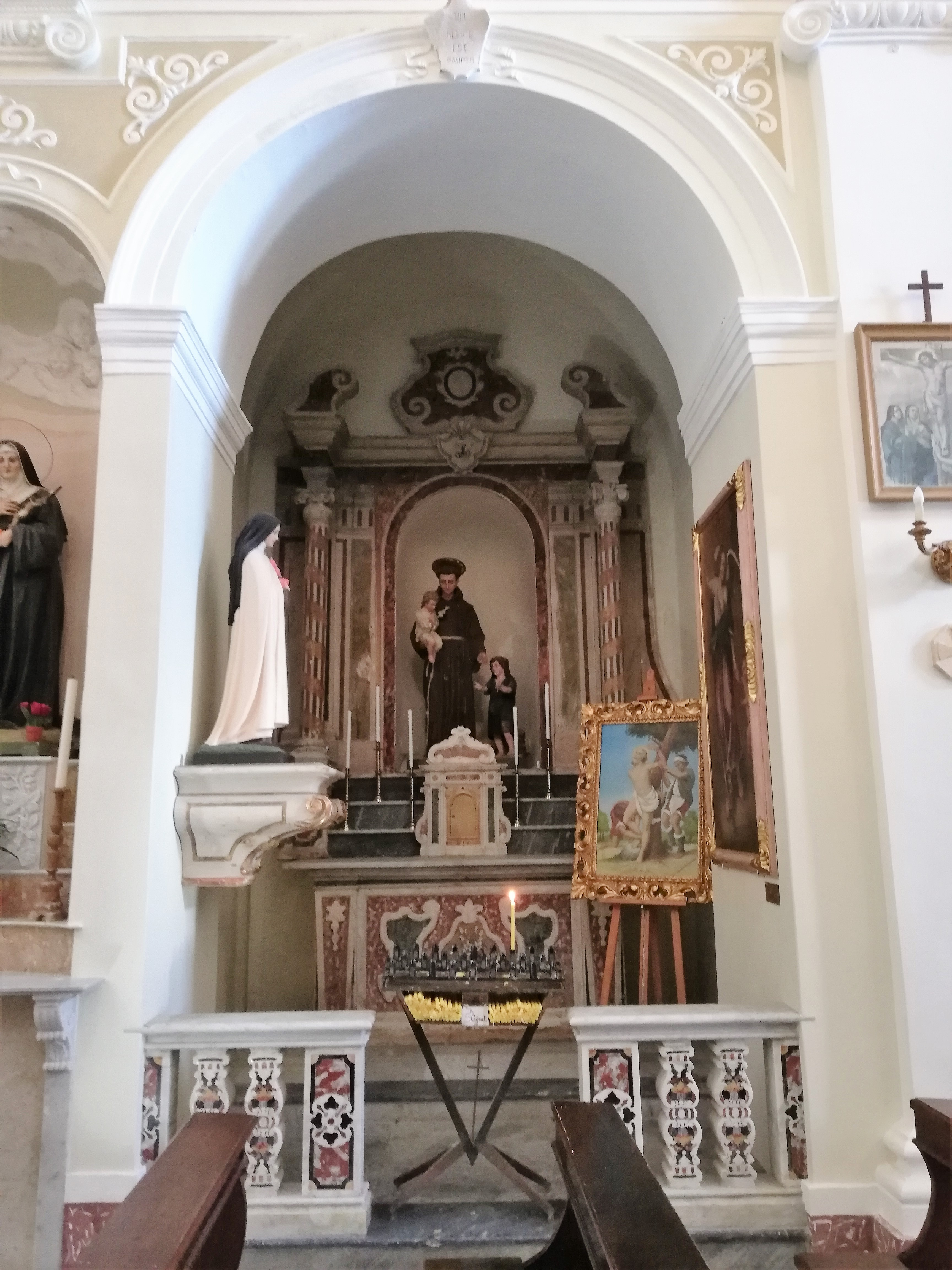
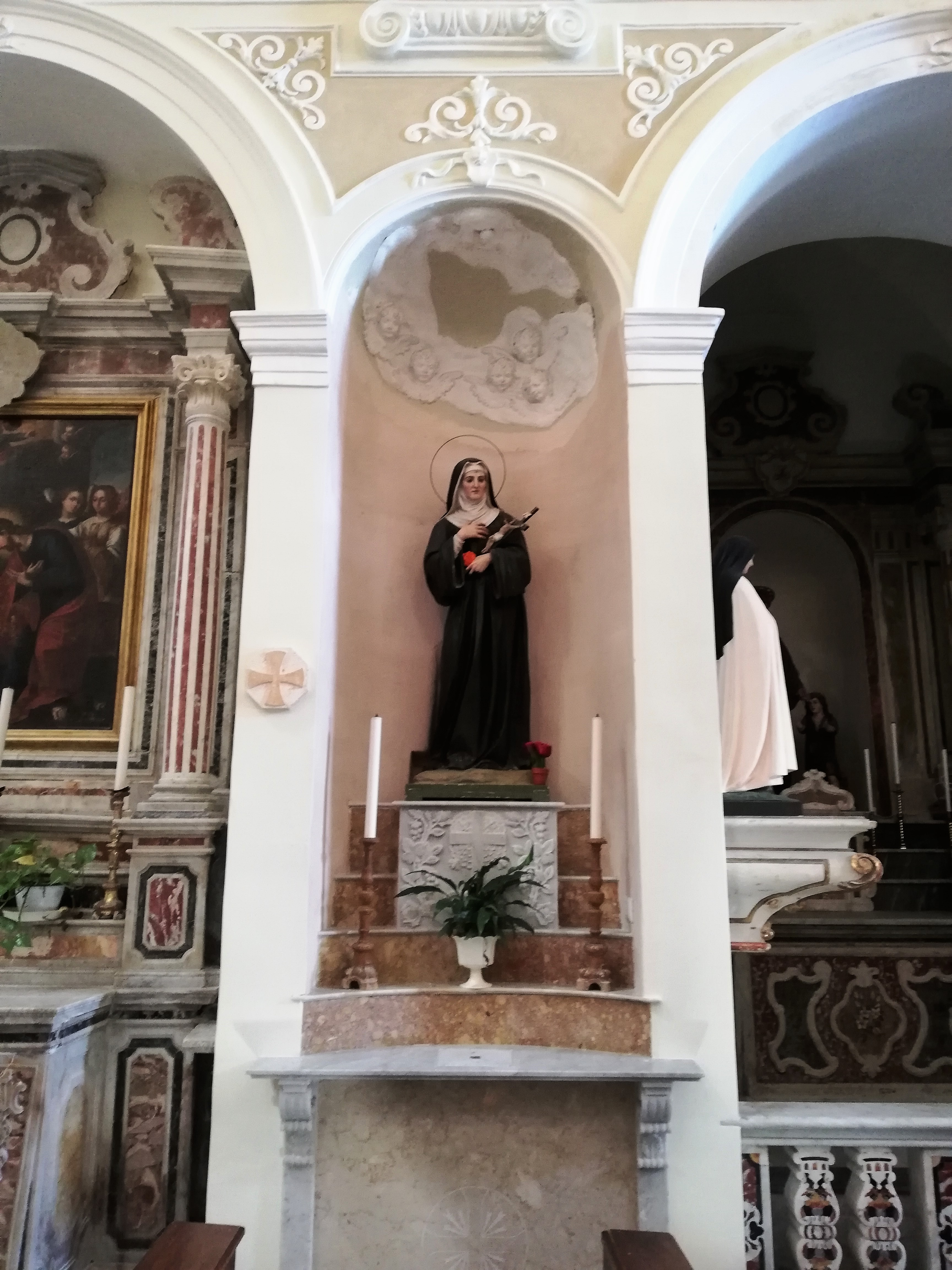
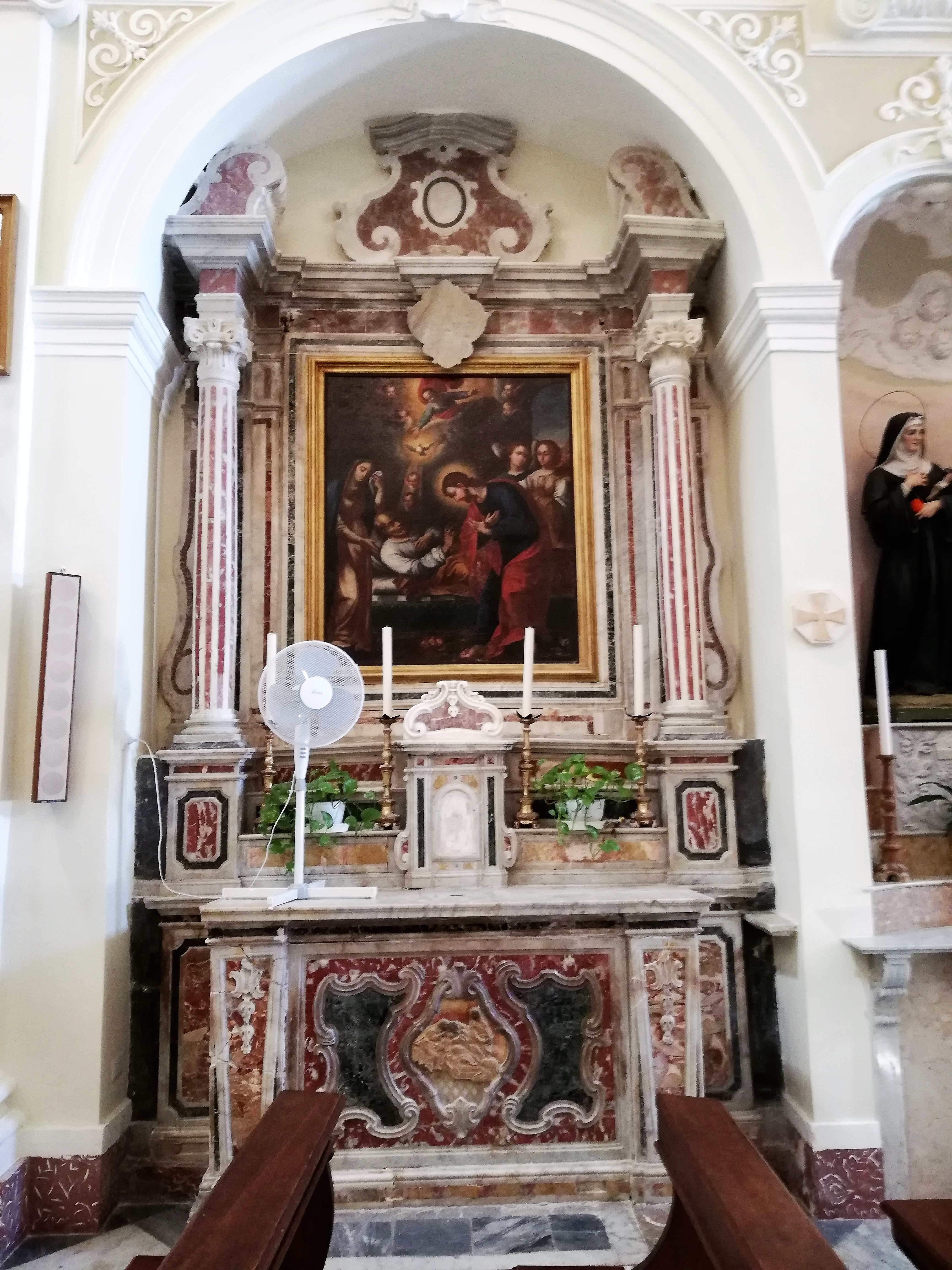

#### Navata sinistra
- Prima arcata: Altare di San Giuseppe (1789). Dipinto raffigurante il Transito di San Giuseppe.
- Seconda arcata: Cappelletta della Madonna di Lourdes. Rappresentazione della grotta di Lourdes.
- Terza arcata: Altare del Crocifisso. Crocifisso.

Altre opere documentate:
- Sacra famiglia, dipinto di Filippo Tancredi.[4]
- San Girolamo, dipinto documentato.[1]

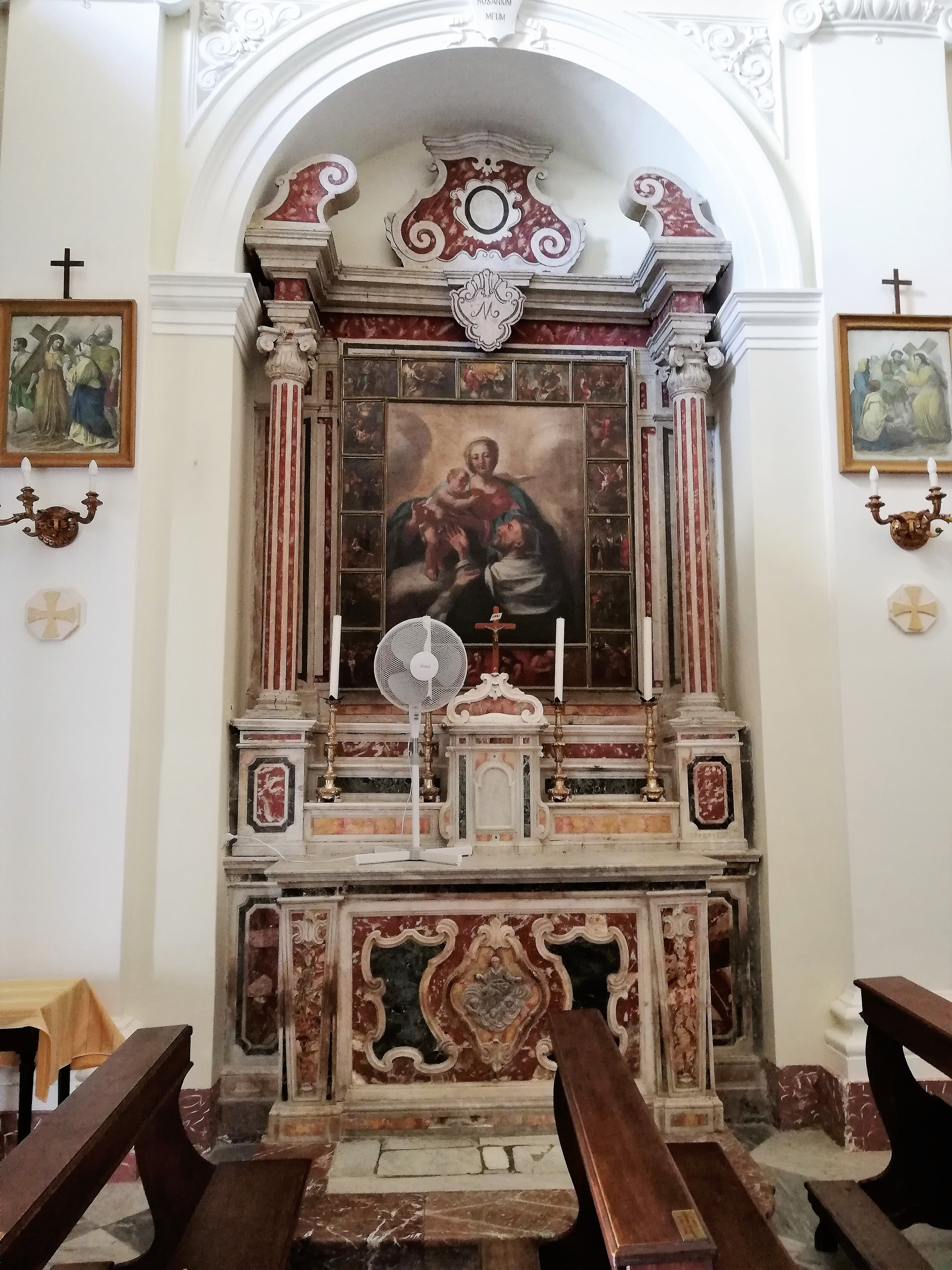
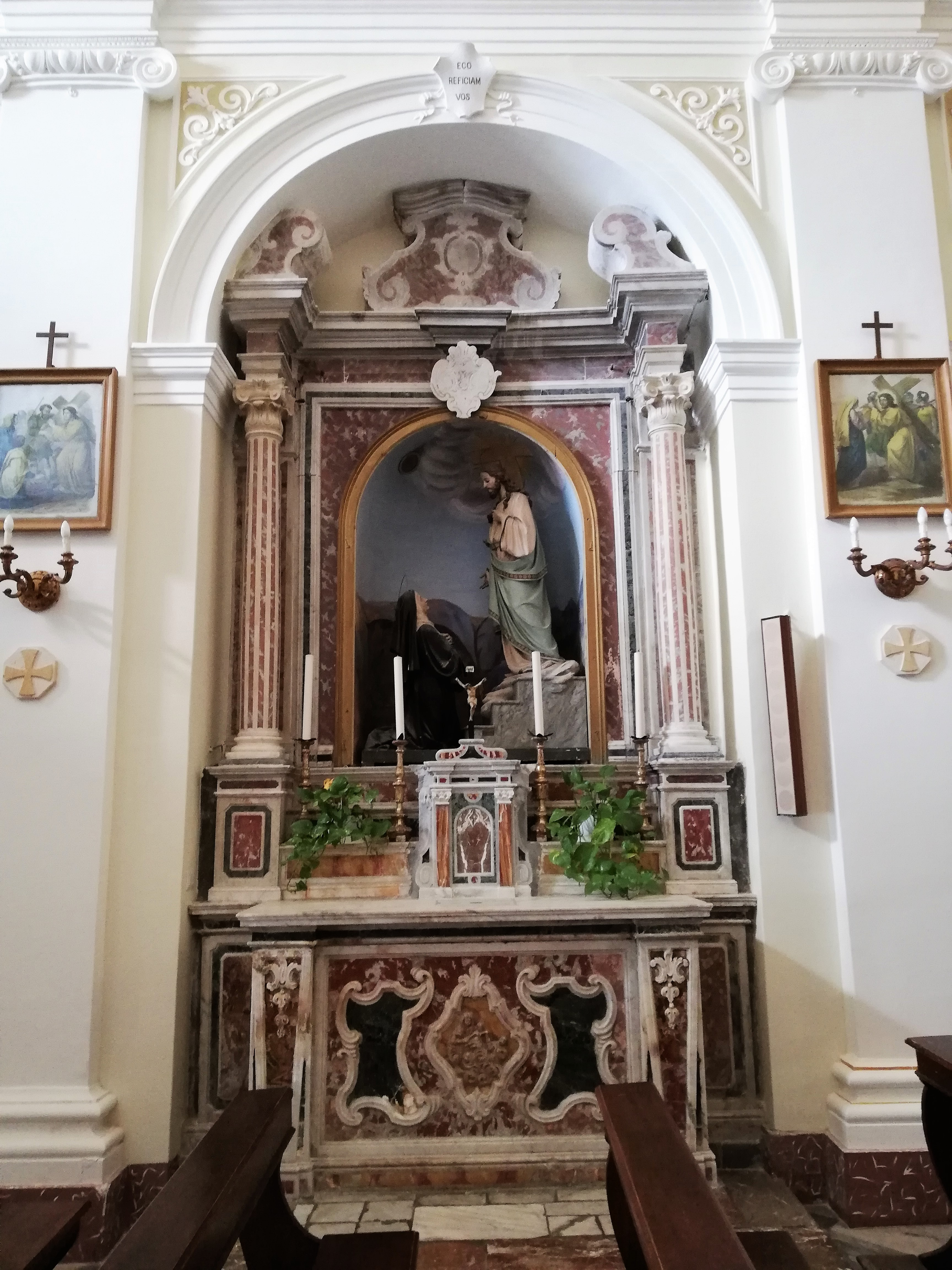
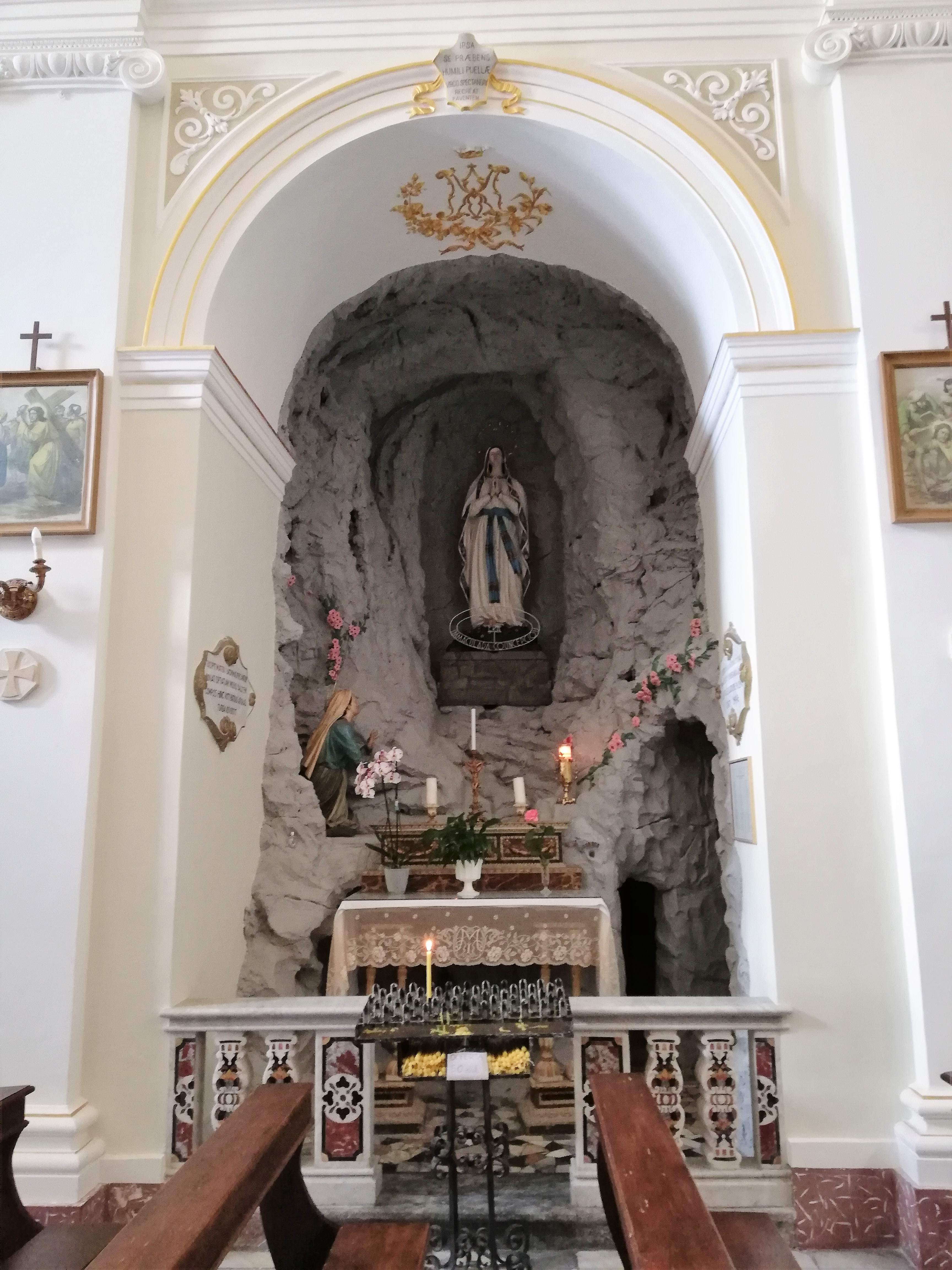
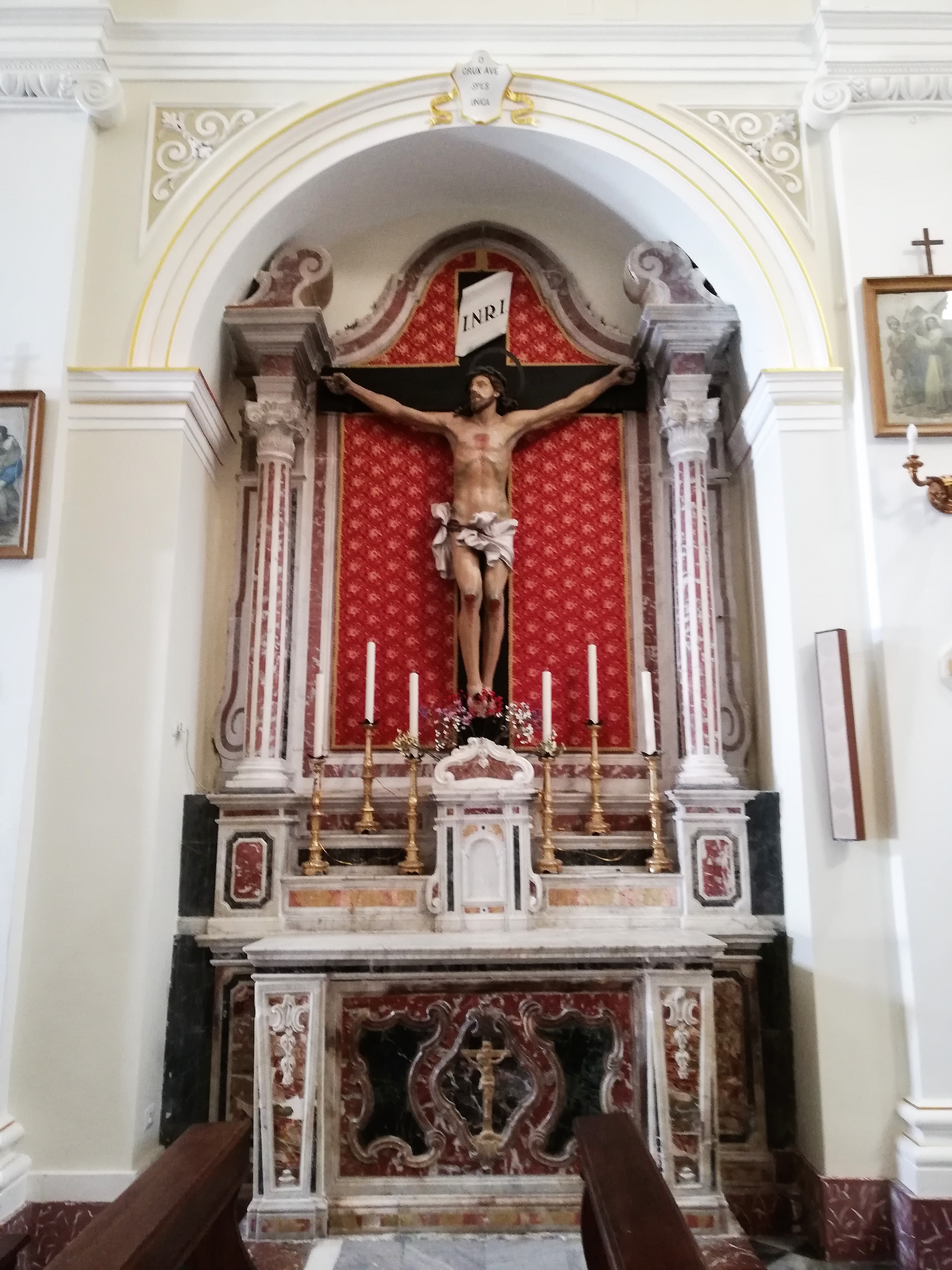

#### Presbiterio

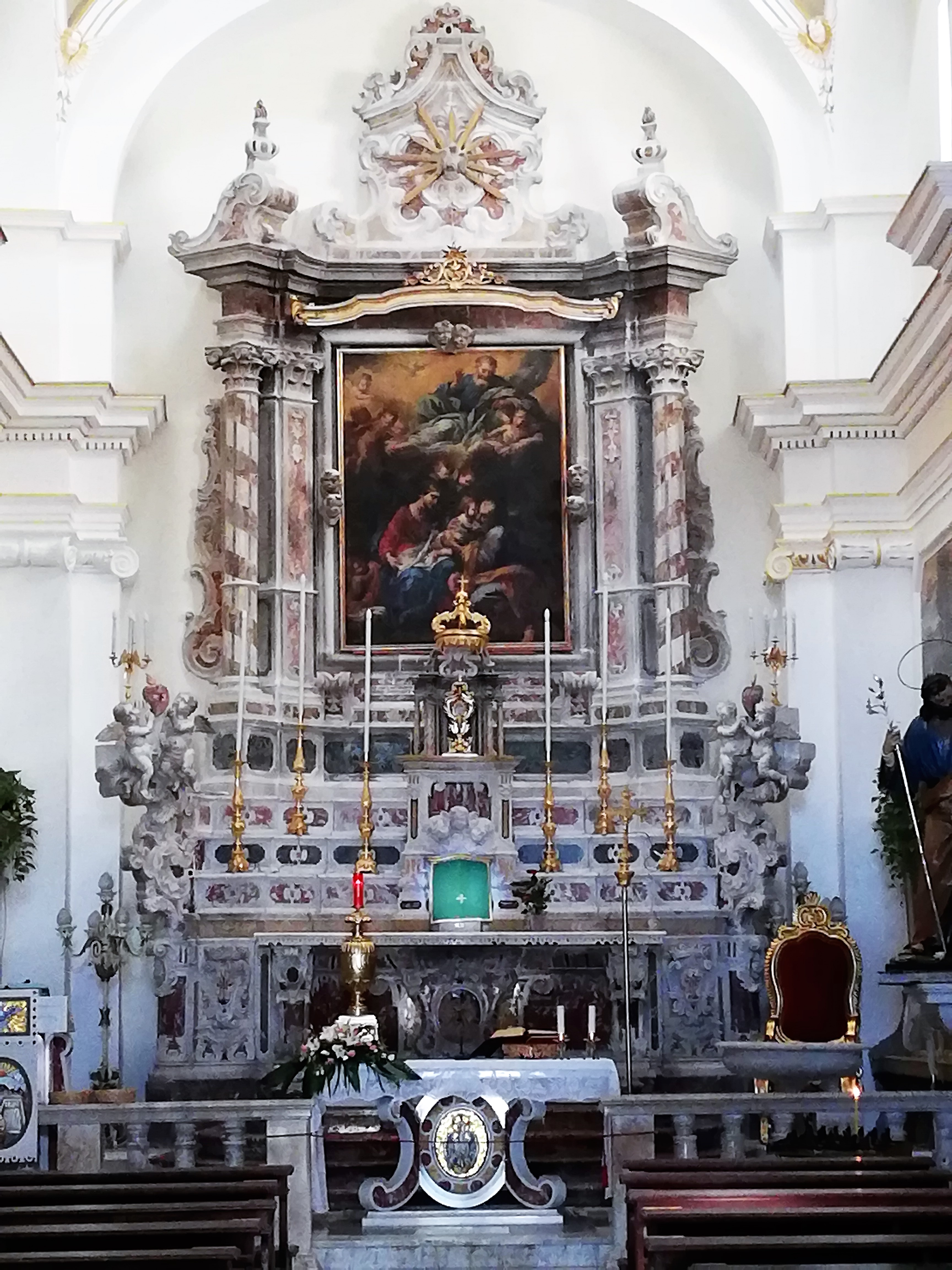

## Confraternita di San Giuseppe

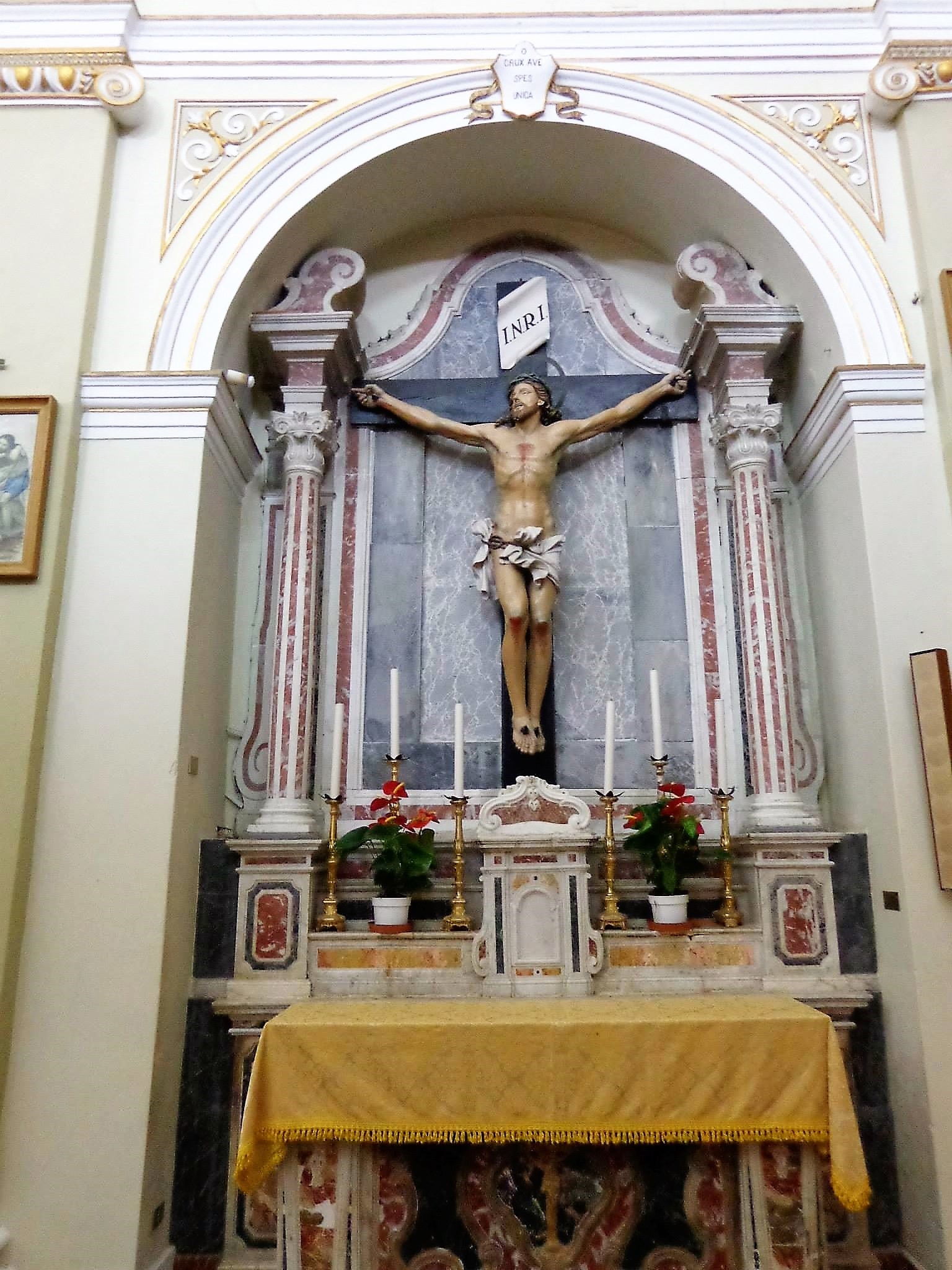
Crocifisso

- 1754 Fondazione della Confraternita del Santissimo Sacramento e San Girolamo. I congregati vestivano l'abito di rappresentanza, quando accompagnavano il Sacramento viatico agli infermi. Disciolta durante il corrispettivo periodo della rivoluzione francese, la Confraternita di San Giuseppe fu ripristinata dal vescovo Giovanni Maria Visconte Proto nel periodo 1839 - 1844.

## Galleria d'immagini

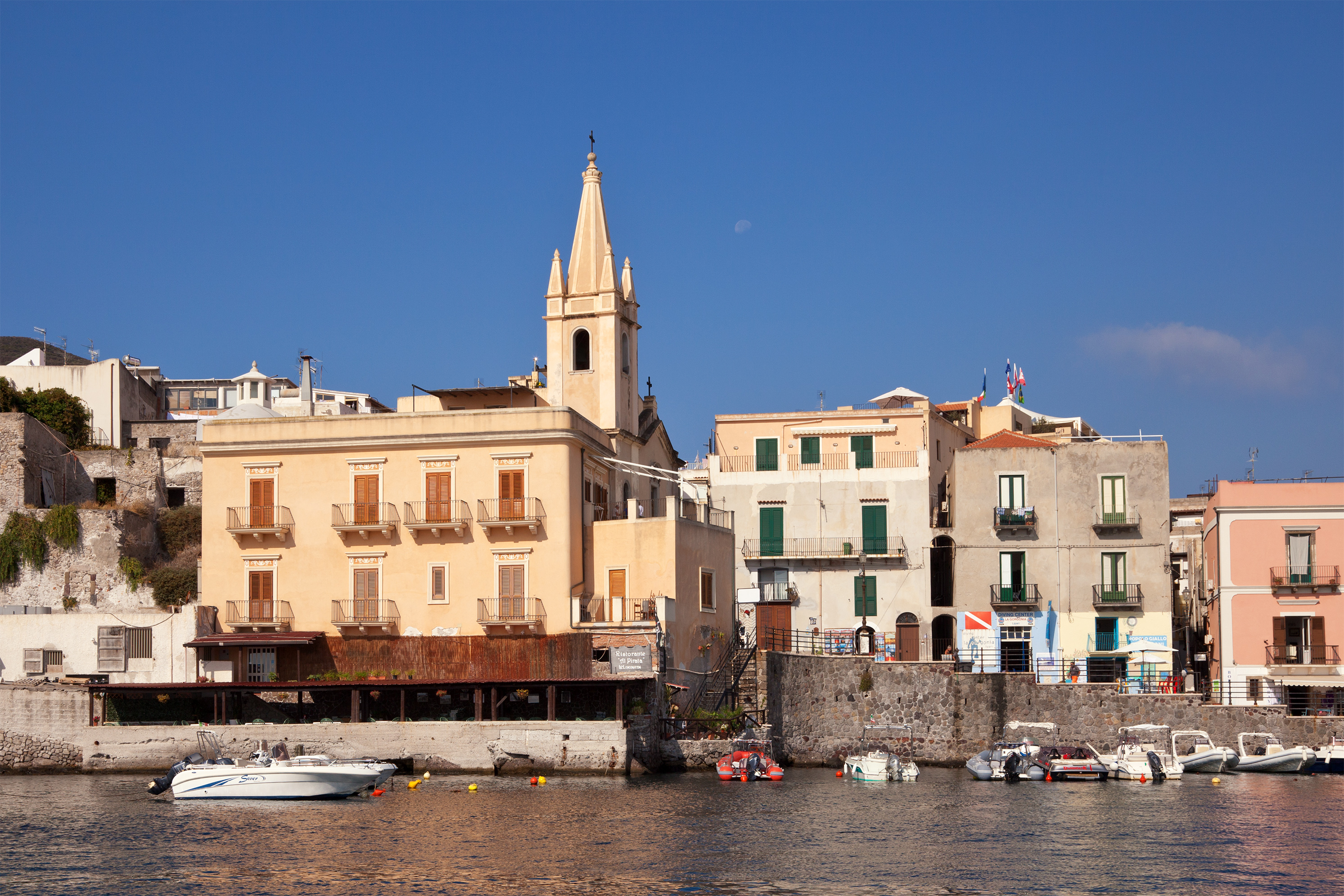
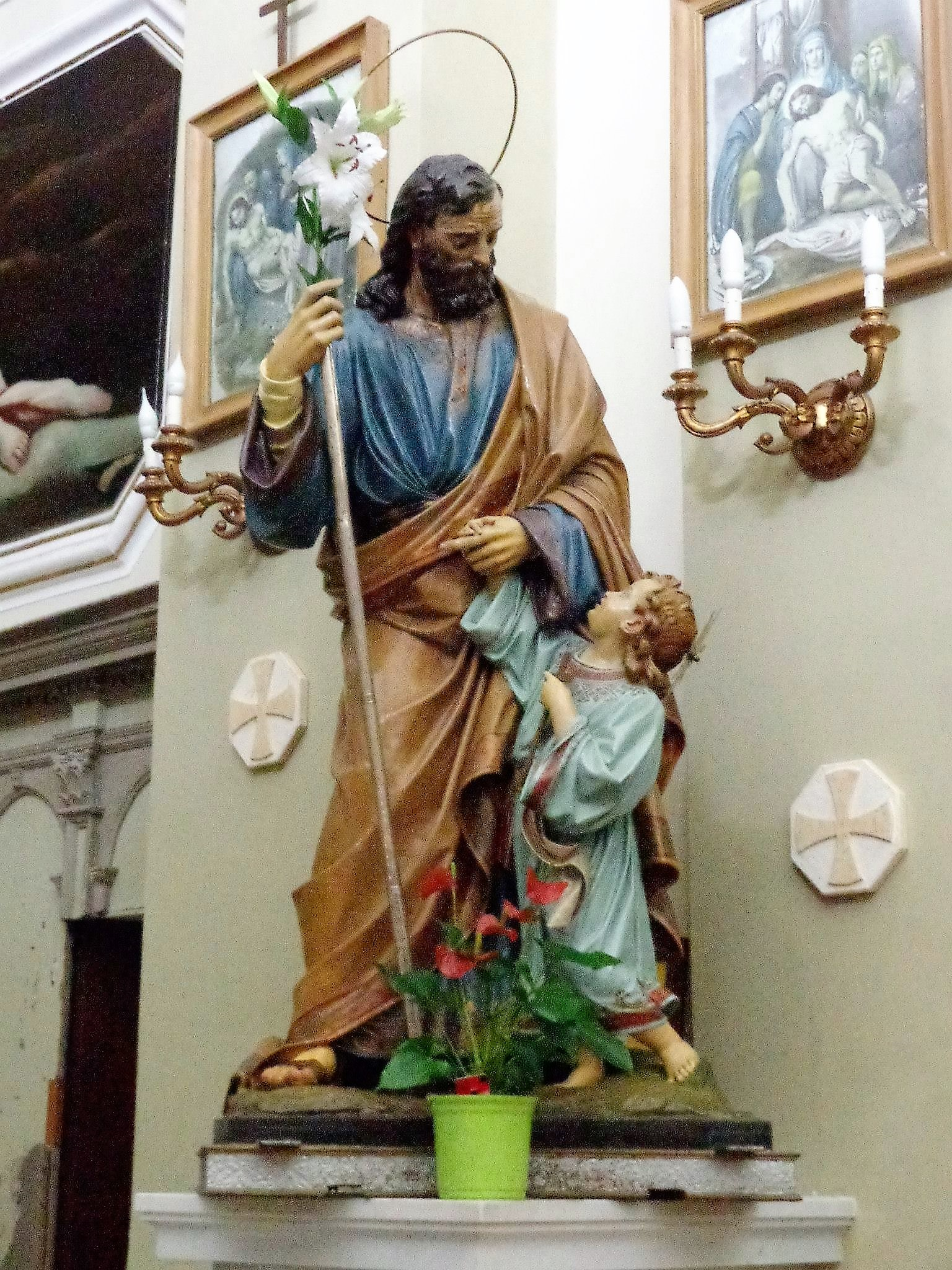
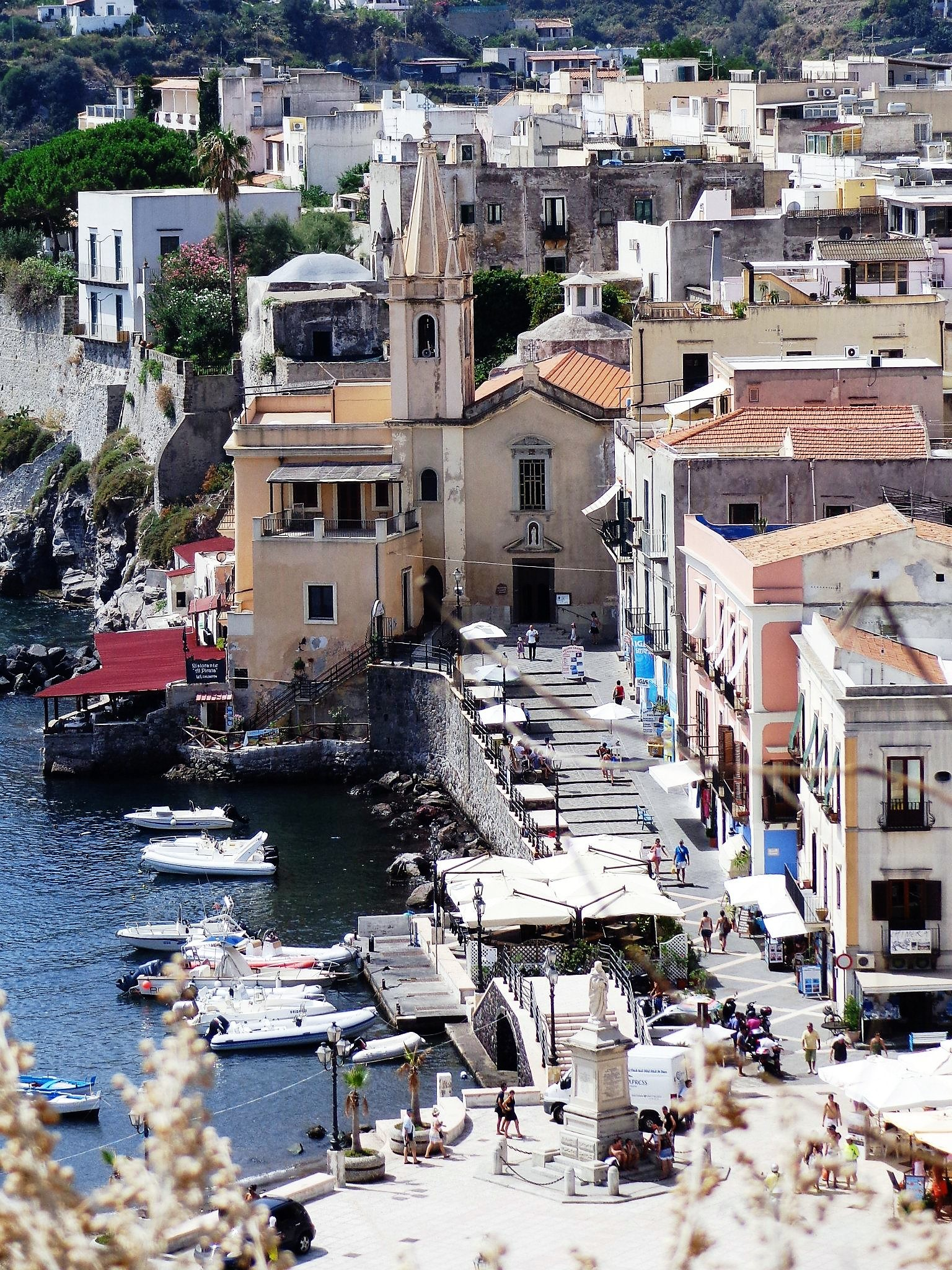
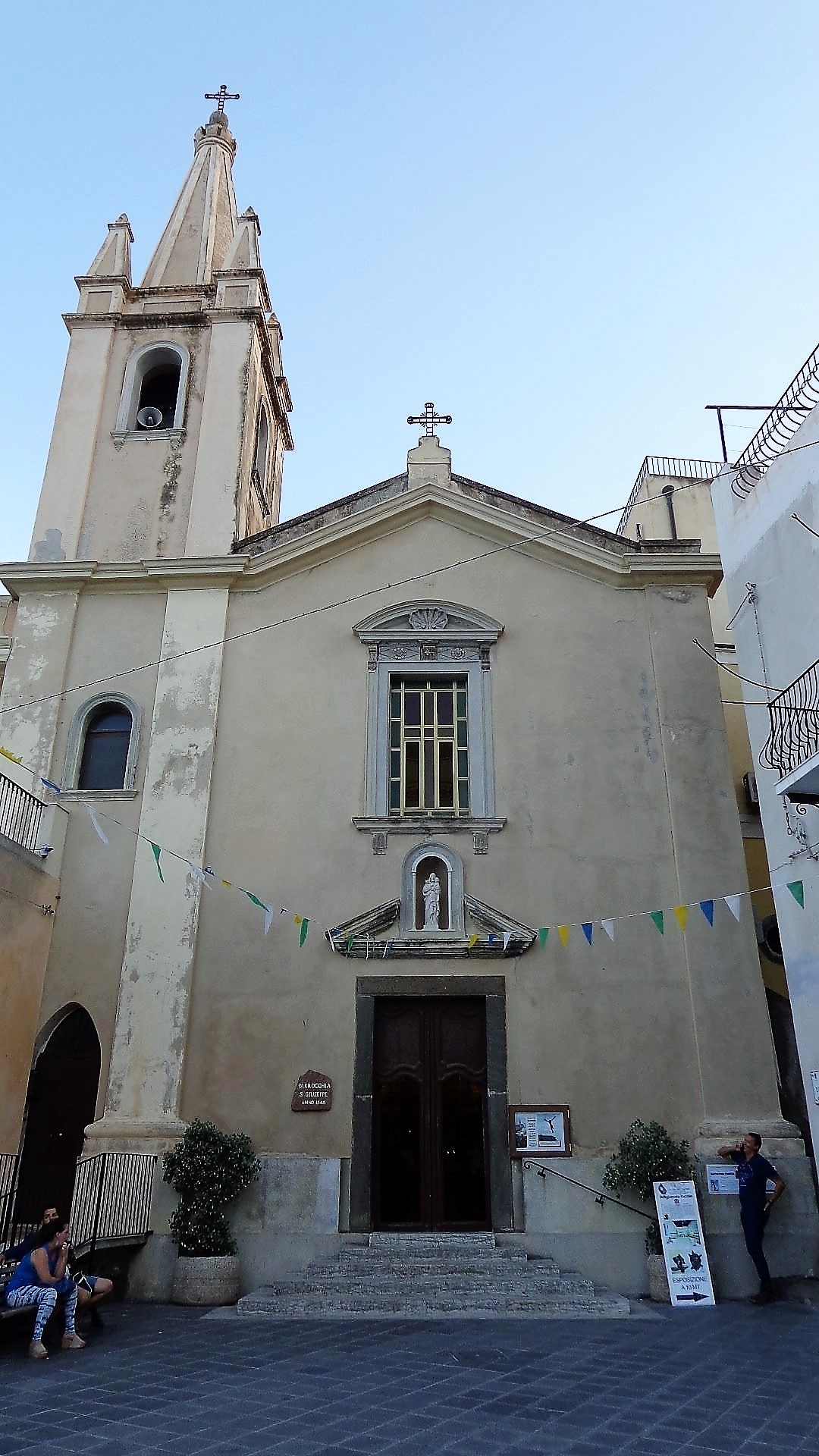
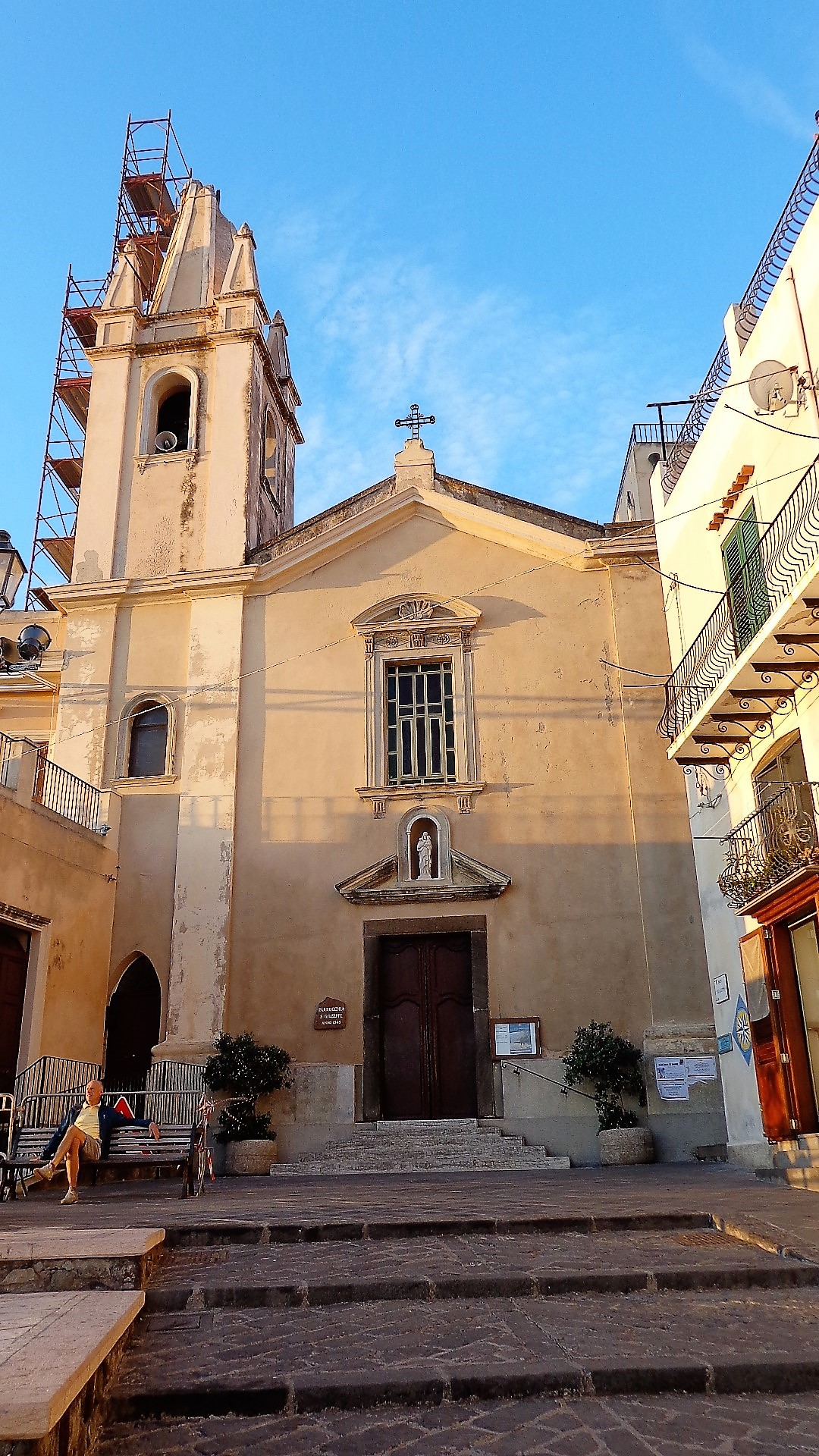
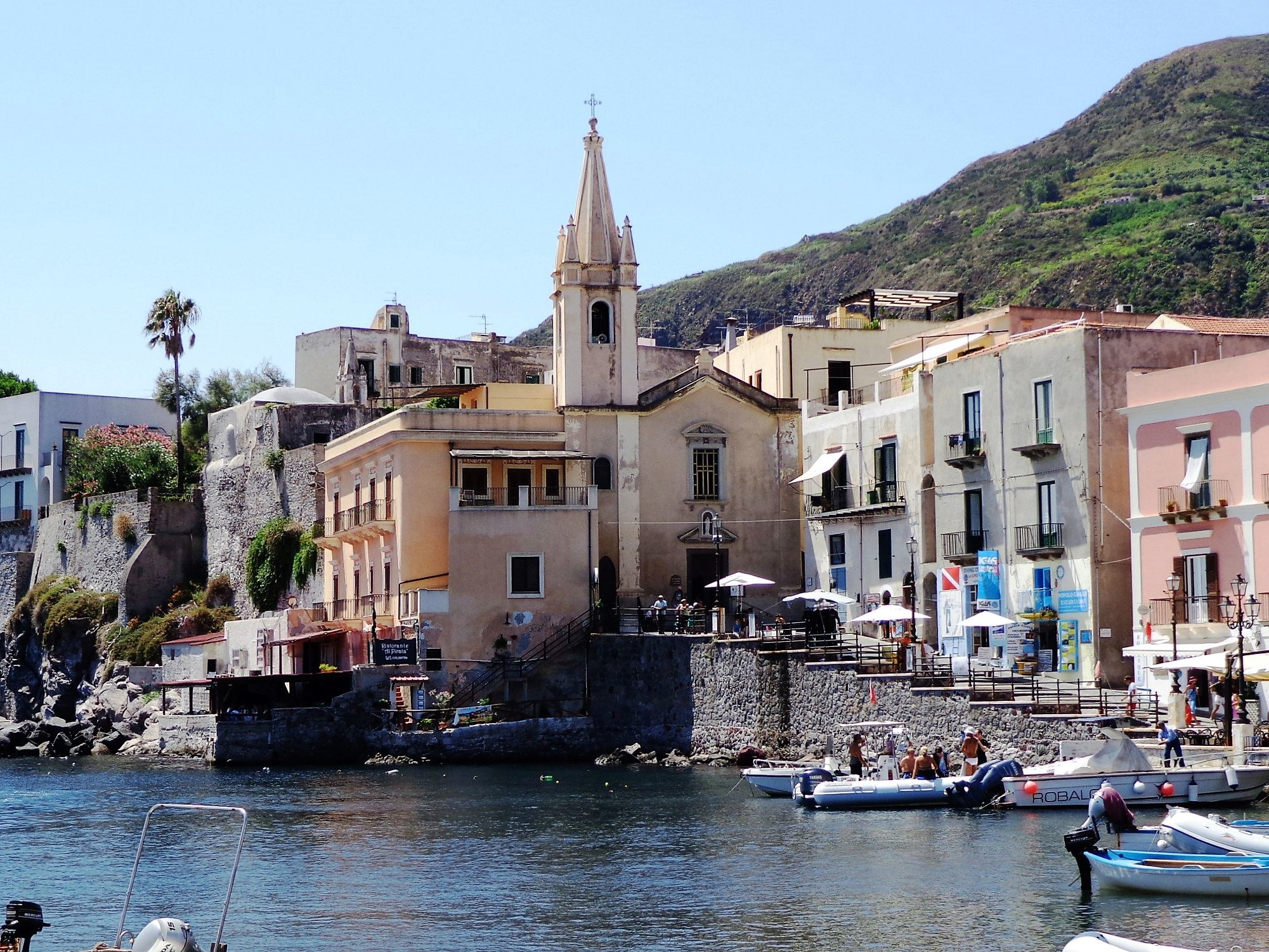
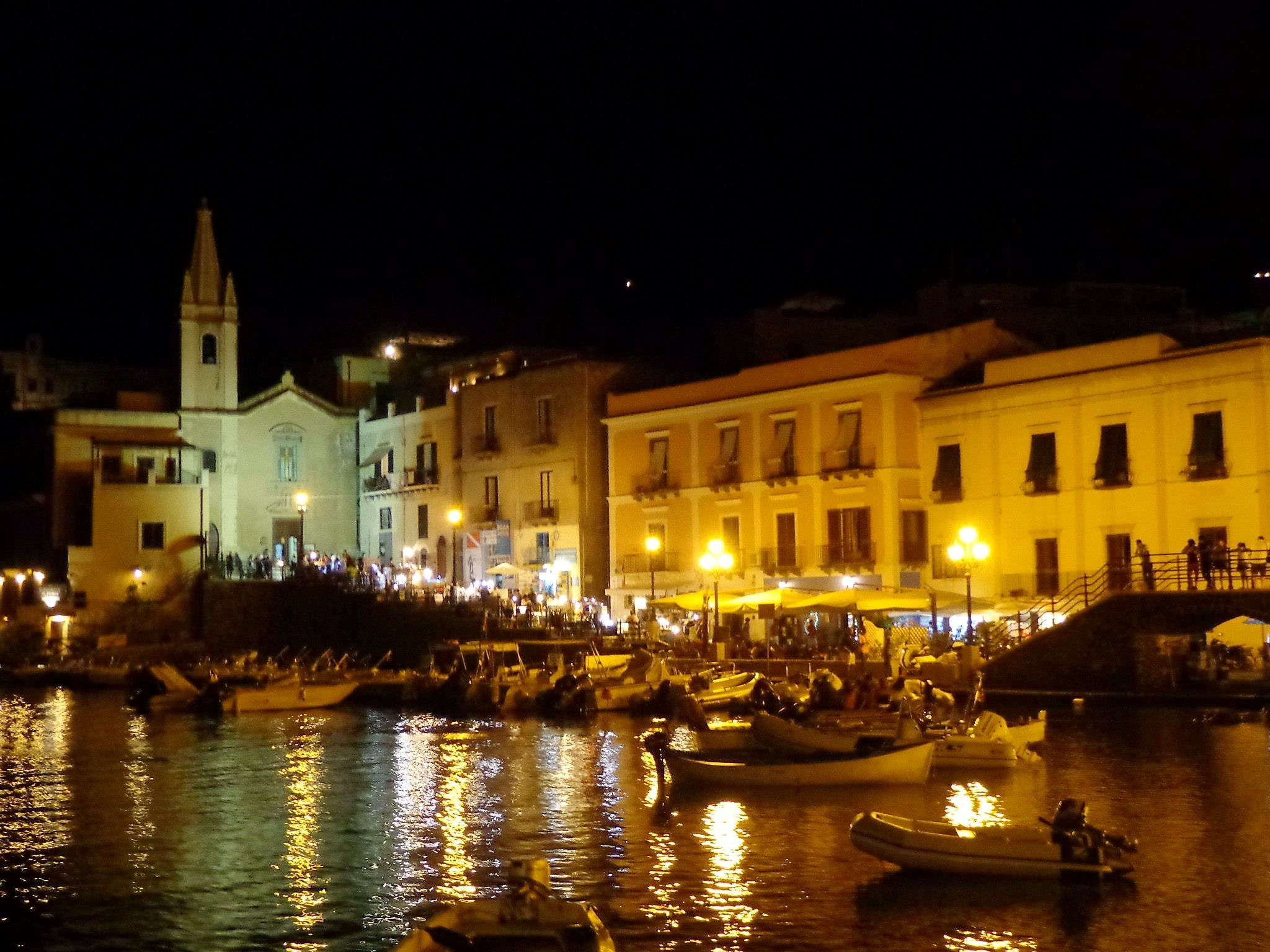